# Gallerie Nazionali d’Arte Antica
Die Gallerie Nazionali d’Arte Antica ist ein Museum in Rom mit zwei getrennten Standorten, einem im Palazzo Barberini und einem im Palazzo Corsini.
Der Palazzo Barberini wurde von Carlo Maderno (1556–1629) im Auftrag von Papst Urban VIII. an der Stelle der Villa Sforza erbaut. Die Decke des zentralen Saals wurde von Pietro da Cortona mit einer Allegorie der göttlichen Vorsehung und der Macht der Barberini, zur Verherrlichung der Familie Barberini, versehen.
Der Palazzo Corsini, früher als Palazzo Riario bekannt, ist ein Gebäude aus dem 15. Jahrhundert, das im 18. Jahrhundert vom Architekten Ferdinando Fuga für Kardinal Neri Maria Corsini umgestaltet wurde.
Die Sammlung der Galerie umfasst Werke von Bernini, Caravaggio, van Dyck, Holbein, Beato Angelico, Lippi, Lotto, Preti, Poussin, El Greco, Raffaello, Tiepolo, Tintoretto, Rubens, Murillo, Ribera und Tizian.

## Hauptwerke

### Palazzo Barberini
Onlinekatalog des Museums. Abgerufen am 15. April 2024 (italienisch, englisch).

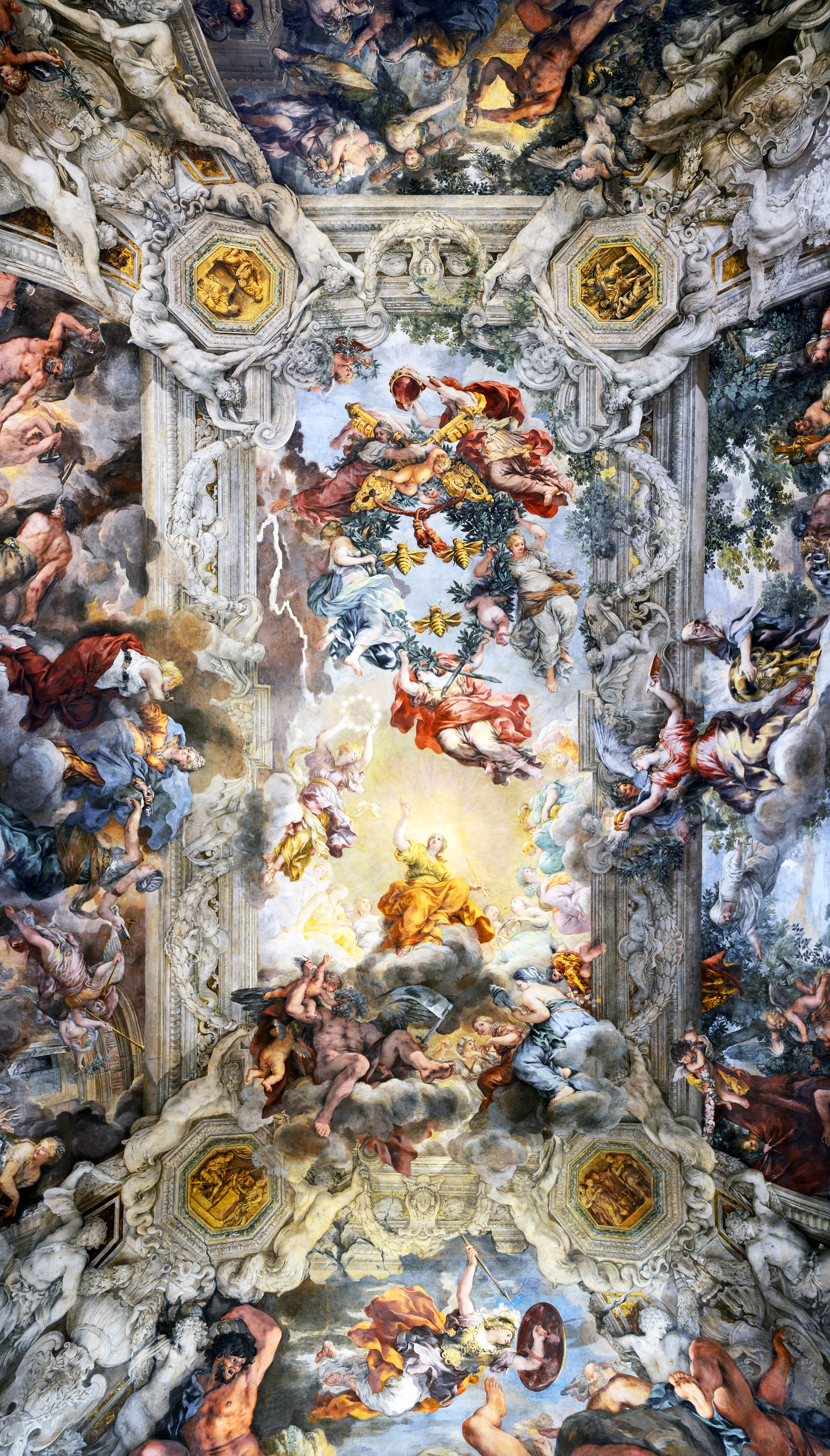
Palazzo Barberini, Triumph der göttlichen Vorsehung von Pietro da Cortona an der Decke des Salons

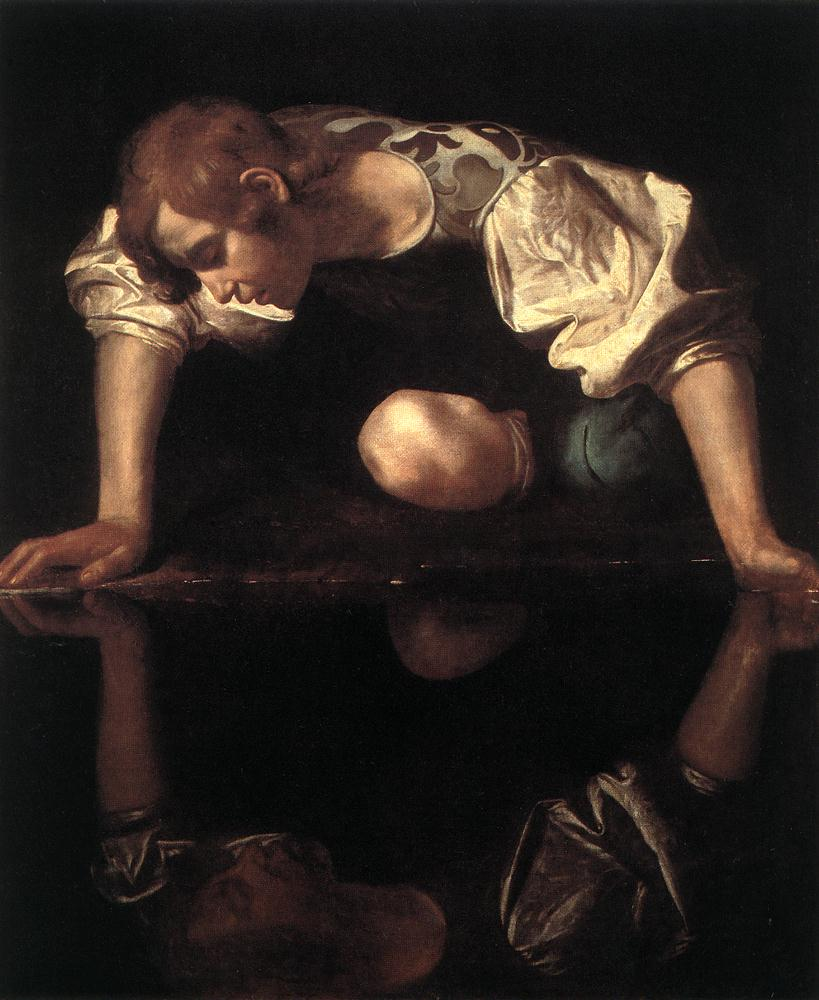
Der Narzisst von Caravaggio

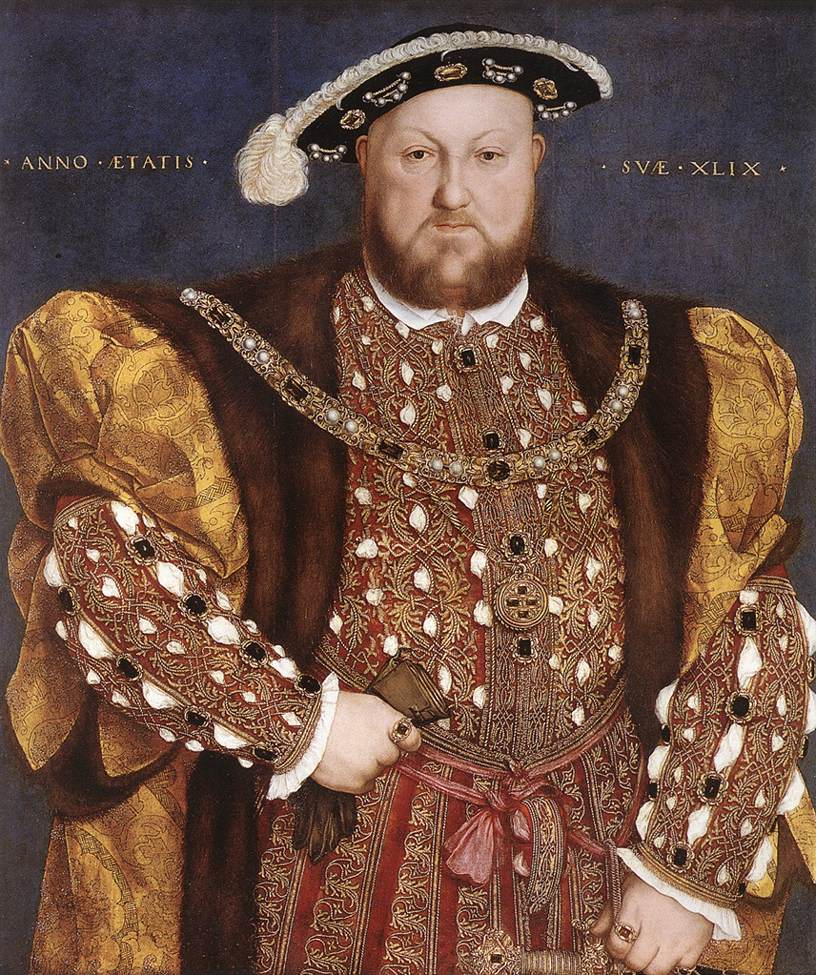
Porträt von Heinrich VIII., Hans Holbein

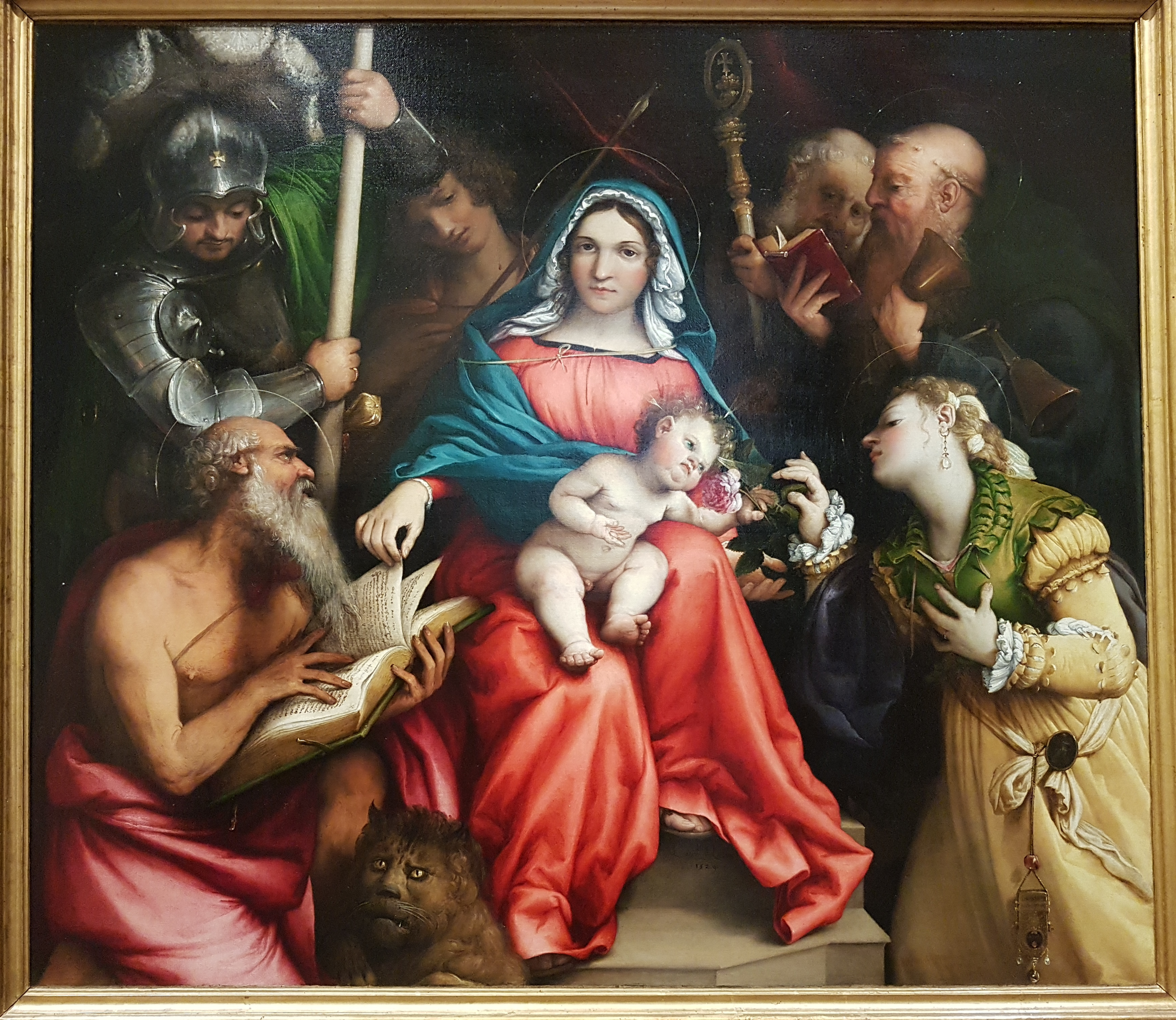
Die Mystische Hochzeit der Katharina von Alexandrien und Heilige, Lorenzo Lotto

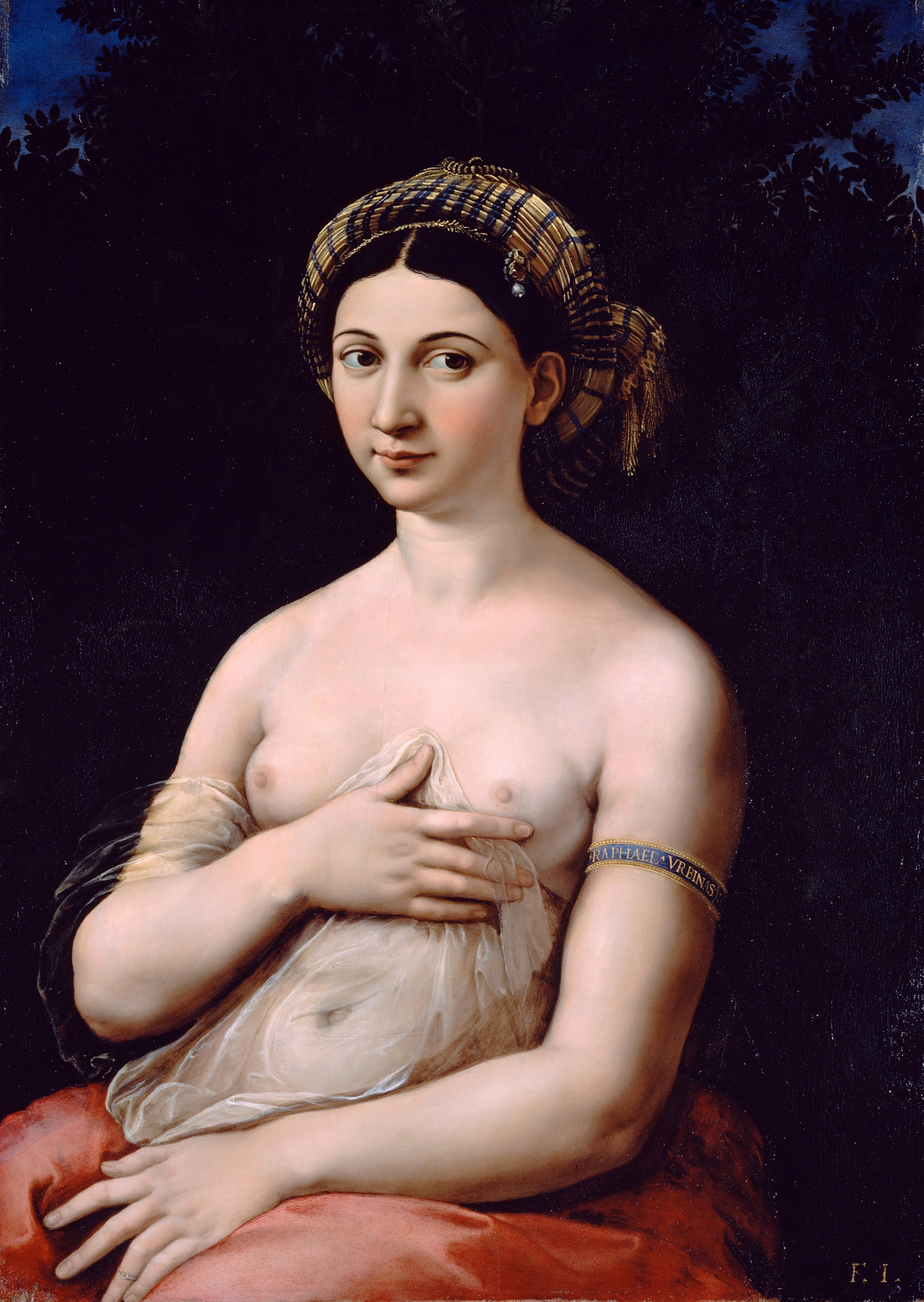
Die Bäckerin von Raffael

- Andrea del Sarto, Heilige Familie Barberini, um 1528
- Bartolomeo Veneto, Porträt eines Gentleman
- Pompeo Batoni, Porträt voon Abbondio Rezzonico
  - Porträt von Sir Henry Peirse
  - Agar und Engel
- Gian Lorenzo Bernini: Porträt von Papst Urban VIII.
  - Büste von Papst Urban VIII.
  - Büste von Papst Clemens X.
- Agnolo Bronzino, Porträt von Stefano Colonna
- Canaletto, Der Canale Grande
  - Markusplatz und Piazzetta Richtung Süden
  - Rialto-Brücke
  - Die Piazzetta mit der Biblioteca di San Marco
  - Blick auf den Markusplatz mit der Prokuratur
- Caravaggio: Judith und Holofernes. 1599
  - Narzist, 1599
  - Hl. Franziskus in Medidation, 1605
- El Greco: Anbetung der Hirten
  - Taufe Christi
- Pedro Fernández da Murcia, Vision des seligen Amedeo Menez da Sylva, um 1513
- Garofalo, Die Vestalin Claudia Quinta schleppt das Schiff mit der Statue der Cybele
- Giulio Romano, Madonna mit Kind (Madonna Herz), 1522–1523
- Guercino, Et in Arcadia ego (auch bekannt als Arkatische Schäfer), 1618–1622
- Hans Holbein: Porträt von Heinrich VIII.
- Giovanni Lanfranco, Venus spielt auf der Harfe
- Filippo Lippi: Madonna von Tarquinia. 1437
  - Verkündigung und zwei Stifter, 1440–1445
- Lorenzo Lotto: Mystische Hochzeit der Hl. Katharina von Alexandrien und Heilige. 1524
- Quentin Massys, Porträt von Erasmus von Rotterdam
- Pierre-Étienne Monnot, Modell des Grabmals von Innozenz XI. Odescalchi, um 1697
- Perugino, San Filippo Benizi
- Piero di Cosimo, Hl. Maria Maddalena
- Pietro da Cortona, Schutzengel
- Römischer Maler: Fürsprechende Madonna und segnender Christus
- Nicolas Poussin, Landschaft mit Hagar und Engel
- Aniello Falcone, Der Anachoret
- Mattia Preti, Allegorie der fünf Sinne, 1641–1646 (gemeinsam mit Bruder Gregorio)
  - Flucht aus Troja, um 1630
  - Bankett des reichen Mannes, um 1655
- Raffaello: Die Bäckerin. 1518–1519
- Guido Reni, Büßende Magdalena. (ca. 1631–1632)
  - Porträt von Beatrice Cenci
- Giovanni Battista Tiepolo: Satyr und Amor
- Tintoretto: Jesus und die Ehebrecherin
- Tizian: Venus und Adonis. um 1560
- Simon Vouet, Das Glück
- Gaspar van Wittel, Promenade der Villa Medici
- Valentin de Boulogne, Vertreibung der Händler aus dem Tempel

### Palazzo Corsini

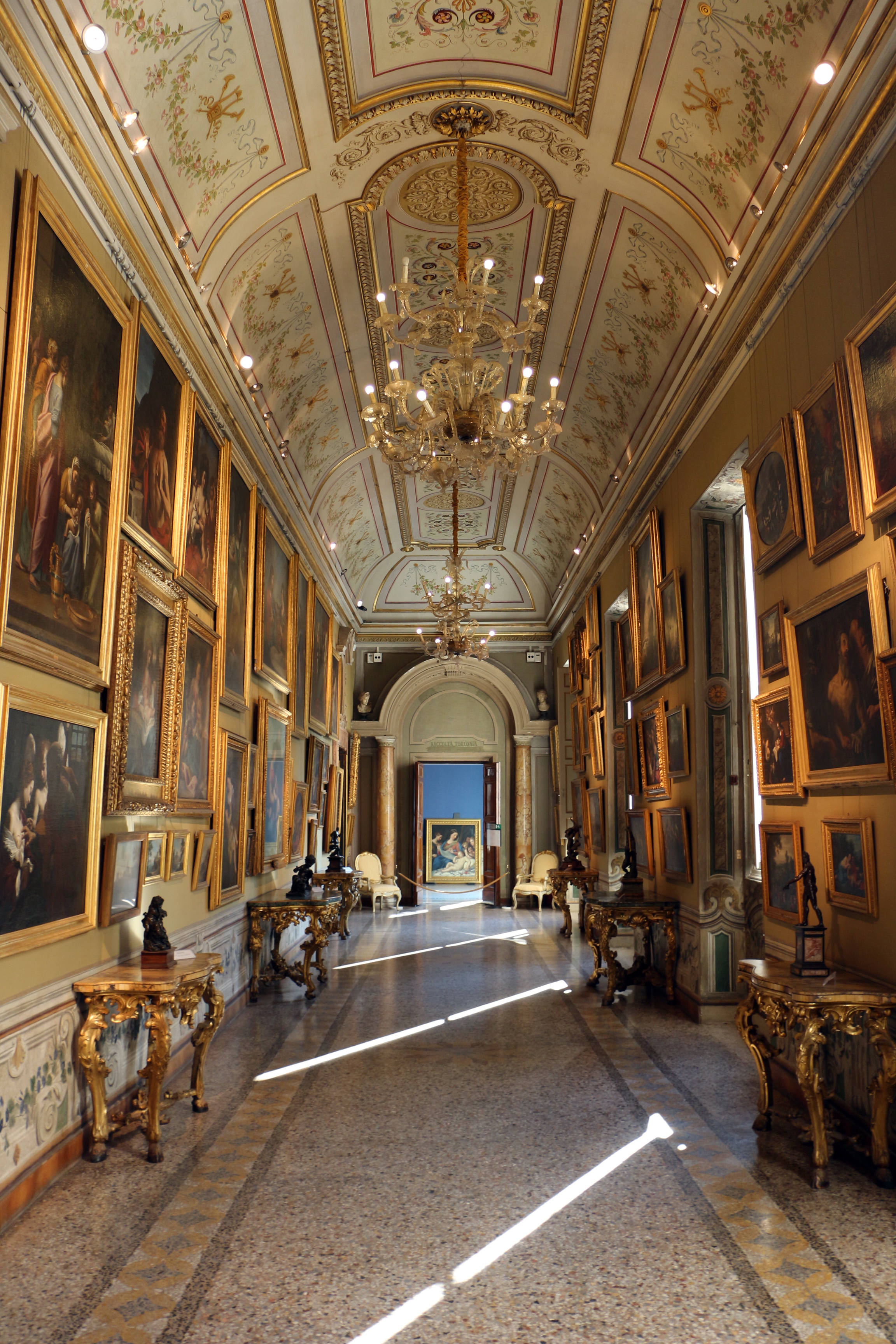
Gemäldegalerie des Palazzo Corsini

- Andrea del Sarto, Madonna mit Kind
- Baciccio, Porträt von Kardinal Neri Corsini
- Jacopo Bassano, Anbetung der Hirten
- Beato Angelico: Triptychon des Jüngsten Gerichts
- Marco Benefial, Vision der Hl. Caterina Fieschi
- Christian Berentz, Die elegante Jause
- Caravaggio: Johannes der Täufer
- Rosalba Carriera, Die vier Elemente
- Fra Bartolomeo. Heilige Familie
- Orazio Gentileschi. Madonna mit Kind
- Luca Giordano, Disput von Jesus mit den Gelehrten
- Giovanni da Milano, Polyptichon mit der Geschichte Christi
- Giovanni Lanfranco. Der heilige Petrus heilt die heilige Agatha im Gefängnis
- Carlo Maratta, Rebekka und Eliazer am Brunnen
- Bartolomé Esteban Murillo, Madonna mit Kind
- Giambattista Piazzetta. Judith und Holofernes
- Mattia Preti, Das Tributgeld
- Nicolas Poussin, Triumph des Ovid
- Guido Reni, Salomè mit dem Kopf des Hl. Johannes
- Jusepe de Ribera. Venus und Adonis
- Salvator Rosa, Qual des Prometheus
- Peter Paul Rubens: Der hl. Sebastian wird von Engeln umsorgt
  - Kopfstudie
- Simon Vouet, Herodes mit dem Kopf des Täufers

## Neuerwerbungen
Dank der Museumsautonomie konnte die sehr wichtige Erwerbungstätigkeit intensiviert werden.
Die wichtigsten Neuerwerbungen:
- Pompeo Batoni, Porträt von Abbondio Rezzonico, 1766, Öl auf Leinwand.[1]
- Pierre-Étienne Monnot, Modell des Grabmonuments von Innozenz XI. Odescalchi, um 1697, bemaltes Holz und vergoldete Terrakotta, 287 × 125 × 55 cm.[2]
- Giovanni Lanfranco, Tod der Kleopatra, 1630, Öl auf Leinwand, 100 × 143 cm.[3]
- Simone Cantarini, bekannt als il Pesarese, Porträt des Kardinals Antonio Barberini, 1631, Öl auf Papier, auf Leinwand angebracht, 48 × 36 cm.[4]